# 高上智史
高上智史（日语：／ Takajō Tomofumi，1991年12月7日—），福冈县丰前市出身，日本男子柔道运动员。他曾代表日本参加2014年亚洲运动会柔道比赛，获得男子66公斤级银牌。